# Bataille des Grandes Plaines
Deuxième guerre punique
Batailles
219 av. J.-C. : Sagonte
218 av. J.-C. : Rhône, Cissa, Tessin, La Trébie
217 av. J.-C. : Victumulae, Plaisance, Èbre, Lac Trasimène, Geronium
216 av. J.-C. : Cannes, Selva Litana, Nola (1re)
215 av. J.-C. : Cornus, Dertosa, Nola (2e)
214 av. J.-C. : Nola (3e) 
 213 av. J.-C. : Syracuse
212 av. J.-C. : Capoue (1re), Silarus, Herdonia(1re)
 211 av. J.-C. : Bétis, Capoue (2e)
210 av. J.-C. : Herdonia (2e), Numistro
209 av. J.-C. : Asculum, Carthagène
208 av. J.-C. : Baecula
207 av. J.-C. : Grumentum, Métaure
206 av. J.-C. : Ilipa, Carthagène (2e) (ca)
204 av. J.-C. : Crotone
203 av. J.-C. : Utique, Grandes Plaines
202 av. J.-C. : Zama
La bataille des Grandes Plaines se déroule en 203 av. J.-C. dans l’actuelle Tunisie, entre une armée de la République romaine commandée par Publius Cornelius Scipio et les armées alliées de Carthage et des Numides, respectivement dirigées par Hasdrubal Gisco et Syphax. Cette bataille, qui s’inscrit dans le cadre de la Deuxième guerre punique, se solde par une lourde défaite pour Carthage.
À la suite de sa défaite lors de la Première guerre punique (264–241 av. J.-C.), Carthage étend son territoire dans le sud-est de l’Ibérie (Espagne et Portugal actuels). Lorsque la Deuxième guerre punique éclate en 218 av. J.-C., une armée romaine débarque dans le nord-est de la péninsule. Après un revers désastreux subi par les Romains en 211 av. J.-C., Scipion prend le commandement en 210 av. J.-C. et chasse les Carthaginois de la péninsule en cinq ans. De retour à Rome, il est résolu à porter la guerre jusqu’au cœur du territoire carthaginois, en Afrique du Nord. Élu consul en 205 av. J.-C., Scipion passe un an en Sicile à entraîner son armée et à réunir des approvisionnements. En 204 av. J.-C., les Romains débarquent avec quatre légions près du port carthaginois d’Utique et en entament le siège.
Les Carthaginois et leurs alliés numides établissent alors chacun leur propre camp à environ 11 km des lignes romaines, mais non loin l’un de l’autre. Après plusieurs mois d’inactivité relative, Scipion lance une attaque nocturne surprise contre les deux camps, qu’il submerge avant d’y mettre le feu. Les pertes carthaginoises et numides sont lourdes.
Les Carthaginois reconstituent leur armée dans une zone connue sous le nom de Grandes Plaines, à environ 120 km d’Utique. Ils sont renforcés par 4 000 guerriers ibères, ce qui porte leurs effectifs à environ 30 000 hommes. Informé de ces mouvements, Scipion marche aussitôt vers la région avec l’essentiel de ses forces. L’effectif de son armée n’est pas connu, mais elle est inférieure en nombre à celle des Carthaginois. Après plusieurs jours d’escarmouches, les deux armées s’engagent dans une bataille rangée. À la charge des Romains, tous les soldats carthaginois ayant survécu à la débâcle d’Utique fuient ; leur moral ne s’est pas rétabli. Seuls les Ibères tiennent leurs positions et se battent. Enveloppés par les légions romaines, bien entraînées, ils sont anéantis.
Syphax et ses Numides sont poursuivis, rattrapés à Cirta et de nouveau vaincus ; Syphax est capturé. L’allié de Rome, Massinissa, prend alors le contrôle de son royaume. Scipion installe son armée principale à proximité de Tunis, à portée de vue de Carthage. Des négociations de paix s’ouvrent entre Scipion et la cité punique, laquelle rappelle en urgence ses armées d’Italie, commandées par Hannibal et Magon Barca. Le Sénat romain ratifie un projet de traité, mais Carthage, méfiante et enhardie par le retour d’Hannibal, le rejette. L’année suivante, elle lève une nouvelle armée, composée notamment des vétérans de Magon et d’Hannibal. Celle-ci est également vaincue par Scipion lors de la bataille de Zama. Carthage demande la paix et accepte un traité humiliant, mettant fin à la guerre.

## Contexte

### Première guerre punique
La Première guerre punique oppose, au IIIe siècle av. J.‑C., les deux principales puissances de l’ouest de la Méditerranée : Carthage et la République romaine. Elle dure vingt-trois ans, de 264 à 241 av. J.‑C., et se déroule principalement en Sicile, dans ses eaux côtières et en Afrique du Nord. Carthage est vaincue,, et selon les termes du traité de Lutatius, évacue la Sicile et verse à Rome une indemnité de 3 200 talents d’argent étalés sur dix ans..
Quatre ans plus tard, Rome s’empare de la Sardaigne et de la Corse sous un prétexte fallacieux, et impose une indemnité supplémentaire de 1 200 talents (1 200 talents représentent environ 30 tonnes d’argent,,). Ces actions attisent le ressentiment de Carthage,. L’historien Polybe, proche des événements, estime que cette trahison romaine est la cause principale du déclenchement d’un nouveau conflit avec Carthage dix-neuf ans plus tard.
Dès 236 av. J.‑C., Carthage étend son territoire en Ibérie, dans l’actuelle Espagne et au Portugal. En 226, le traité de l’Èbre avec Rome fixe le fleuve Èbre comme frontière nord de la sphère d'influence carthaginoise. Peu après, Rome conclut un traité séparé avec la cité de Sagonte, bien au sud de l’Èbre. En 219 av. J.‑C., Hannibal, dirigeant de facto de l’Hispanie carthaginoise, marche sur Sagonte et l’assiège, la prend et la pille,. Au début de 218 av. J.‑C., Rome déclare la guerre à Carthage, déclenchant la Deuxième guerre punique.

### Deuxième guerre punique

Étendue approximative des territoires contrôlés par Rome (en rose) et Carthage (en violet) à la veille de la Deuxième guerre punique

Hannibal conduit une grande armée carthaginoise depuis l’Ibérie, à travers la Gaule, franchit les Alpes et envahit l’Italie péninsulaire en 218 av. J.‑C. Durant les trois années suivantes, il inflige de lourdes défaites aux Romains aux batailles de la Trébie, du lac Trasimène et de Cannes. Lors de cette dernière, au moins 67 500 Romains sont tués ou capturés. L’historien Toni Ñaco del Hoyo qualifie ces revers de « grandes calamités militaires », tandis que Brian Carey estime qu’ils ont mené Rome au bord de l’effondrement. L’armée d’Hannibal reste en Italie quatorze ans avant que ses survivants ne se retirent.
Des combats importants ont aussi lieu en Ibérie, en Sicile, en Sardaigne et en Afrique du Nord. En 211 av. J.‑C., les Romains subissent une lourde défaite à la bataille du Bétis et sont repoussés dans le nord-est de l’Ibérie. En 210 av. J.‑C., des renforts stabilisent la situation. Cette même année, Publius Cornelius Scipio arrive avec des troupes supplémentaires pour prendre le commandement. En 209 av. J.‑C., lors d’un assaut soigneusement préparé, il s’empare de la principale base carthaginoise, Carthagène la Nouvelle,. Au cours des quatre années suivantes, Scipio bat à plusieurs reprises les Carthaginois et les chasse d’Ibérie en 206 av. J.‑C.],

## Bataille
« L'aile droite fut constituée, dit, S. Gsell, par la cavalerie romaine, l'aile gauche par les cavaliers de Massinissa, Syphax et Hasdrubal formèrent leur centre avec les Celtibères, leur aile gauche avec les Numides, leur aile droite avec les Carthaginois. Dès le premier choc, les Numides cédèrent devant les cavaliers italiens et les Carthaginois devant Massinissa. Ce fléchissement des ailes mit à découvert le centre qui résista vaillamment quelque temps, puis céda sous la poussée de l'infanterie.
La panique s'emparant du gros de la troupe occasionna un désordre total que les hommes de Massinissa et Scipion exploitèrent à fond. Hasdrubal se replia sur Carthage avec le reste de ses troupes et, Syphax sur son territoire très proche. Pendant que Massinissa et quelques officiers romains poursuivaient les troupes de Syphax, Scipion remontait vers le nord jusqu'à Tunis où il s'établit… ».
Tite-Live rapporte que Scipion et Massinissa incendièrent le camp de Syphax de nuit, ce qui entraîna une confusion chez les forces carthaginoises et massaesyles.

## Conséquence
Cette défaite appelée « le Désastre des Grandes plaines » inquiéta profondément le Sénat carthaginois. Après mûres réflexions, il décida de faire appel à Hannibal, d'armer une flotte nombreuse, qui empêcherait l'approvisionnement de l'ennemi par mer, et de renforcer les fortifications de la ville. En attendant qu'Hannibal débarque avec ses troupes d'Italie, la flotte s'avança vers Utique. Le général romain, averti de cette opération, fit d'une partie de sa flotte une véritable muraille dans le port, protégeant à la fois l'accès et les autres navires.
Les Carthaginois s'y attaquèrent avec une telle violence que les Romains perdirent en peu de temps plusieurs embarcations. En fin de journée 60 navires furent pris et remorqués vers Carthage.
Hasdrubal Gisco fut condamné par le Sénat carthaginois, tandis que Syphax, se repliant sur ses terres, allait subir une nouvelle défaite, entraînant la chute de son royaume et la prise de Cirta par Massinissa. Sophonisbe, la fille d'Hasdrubal et épouse de Syphax, devait connaître une fin tragique, pour éviter d'être emmenée à Rome comme butin de guerre.